# Barbie, a rocksztár hercegnő
A Barbie, a rocksztár hercegnő (eredeti cím: Barbie in Rock 'N Royals) 2015-ben bemutatott amerikai 3D-s számítógépes animációs film, amelyet Karen J. Lloyd rendezett. A forgatókönyvet Marsha Griffin írta. Az animációs játékfilm producere Margaret M. Dean. A zenéjét Becky Kneubuhl és Gabriel Mann szerezték. A mozifilm az Universal Pictures gyártásában készült. A magyar változat az UIP-Dunafilm forgalmazásában jelent meg. Műfaja filmmusical.
Amerikában 2015. augusztus 18-án, Magyarországon 2015. augusztus 13-án mutatták be a mozikban.

## Cselekmény
Egy varázslatos világban, egy szép tó partján, két tábor működik.
A Korona tábor, ahol az elegáns életvitel technikáival,  és a Pop tábor,  ahol a látványos életvitel trükkjeivel ismerkedhetnek meg, a nyaralásra érkező fiatalok.
A két tábor növendékei kölcsönösen lenézik egymást, amíg...Amíg két kislány neve el nem keveredik a jelentkezés során!
Így, az elegáns életvitelre nevelt Courtney, a Pop táborba kerül, míg a világhírű  zenész Juno, egyszerre csak, a Korona táborban találja magát. Szerencsére azonban, mindkét kislány új barátokra lel. És új csodákra is.
A két tábor vezetője azonban zenei versenyt szervez, és fogadást kötnek :  aki megnyeri a viadalt, mindkét tábort megkapja, amig a vesztes, bezárja a táborát. Erről a növendékeknek nem szólnak.
Junó azonban, véletlenül, mégiscsak megtudja. Azonnal riadóztatja barátait, majd titokban megkeresik a Pop tábor lakóit is.  Egyikük sem szeretné, ha bármelyik tábornak vége lenne örökre, ezért összefognak, hogy a versenyen döntetlen eredmény születhessen!

És eközben : új barátságok kezdődnek...

## Szereplők
| Szereplő           | Eredeti hang       | Magyar hang       |
| ------------------ | ------------------ | ----------------- |
| Courtney           | Kelly Sheridan     | Vágó Bernadett    |
| Erika Juno         | Chiara Zanni       | Gulás Fanni       |
| Finn Oxford        | Michael Dobson     | Jakab Csaba       |
| Lady Anne          | Nicole Oliver      | Farkasinszky Edit |
| Rayna              | Rachel Harrison    | Pekár Adrienn     |
| Zia                | Devyn Dalton       | Csifó Dorina      |
| Genevieve          | Bethany Brown      | Csuha Bori        |
| Aubray             | Brynna Drummond    | Czető Zsanett     |
| Clive              | Alessandro Juliani | Lux Ádám          |
| Sloane             | Ingrid Nilson      | Hermann Lilla     |
| Olivia             | Kira Tozer         | Dögei Éva         |
| Marcus             | Omari Newton       | Baráth István     |
| Edmond (Eddie)     | Peter Kelamis      | Czető Roland      |
| Allegra James      | Bethany Brown      | Molnár Ilona      |
| Reginald herceg    | Alessandro Juliani | Kautzky Armand    |
| Svetlana Petranowa | Kira Tozer         | Hámori Eszter     |

További magyar hangok: Boldog Emese, Nagy Gereben, Németh Kriszta, Kántor Kitty